# Cryptothelea vaulogeri
Cryptothelea vaulogeri is een vlinder uit de familie van de zakjesdragers (Psychidae). De wetenschappelijke naam van de soort is voor het eerst geldig gepubliceerd in 1906 door Heylaerts.